# Giuseppe Pirandello
Giuseppe Pirandello (Palermo, 1902 – Napoli, 30 gennaio 1928) è stato un calciatore italiano, di ruolo difensore.

## Carriera
Giocò con il Palermo dal 1920 al 1926, diventandone capitano, disputando il campionato di Prima Divisione 1921-1922, il primo dei rosanero in massima serie. In questa manifestazione fu uno dei giocatori che di più si misero in luce.
A causa delle gravi situazioni economiche in cui stava la squadra siciliana, nel 1926 venne ceduto al Napoli per 800 lire, una cifra molto alta per l'epoca, facendosi apprezzare dai tifosi per lo stile di gioco irruente e focoso e giocandovi la prima partita disputata dall'appena costituita squadra, la sconfitta casalinga del 3 ottobre 1926 contro l'Inter per 3-0.
Nella sua ultima stagione con i campani giocò 13 delle 17 partite sino a quel momento disputate dalla squadra (compresa la prima vittoria della squadra nella massima divisione del campionato, nella gara casalinga contro la Reggiana vinta per 4-0 il 25 settembre 1927) in un'epoca in cui non erano ammesse sostituzioni.
Morì improvvisamente nel 1928, dopo la partita Napoli-Lazio si recò da un dottore per farsi fare un'iniezione endovenosa e fu colpito da una sincope appena il medico iniziò a praticarla; in suo onore venne messo in palio un trofeo d'argento chiamato Coppa Pirandello per iniziativa del quotidiano L'Ora in seguito ad una sottoscrizione finalizzata alla raccolta fondi: Palermo e Napoli si disputarono il trofeo, nella partita giocata allo Stadio Ranchibile e vinta dai partenopei. Gli fu inoltre dedicato un minuto di raccoglimento durante la gara Napoli-Pro Vercelli del 6 settembre 1928. Una sottoscrizione del Roma a favore del padre anziano, cui contribuirono i compagni di squadra e l'allenatore Ferenc Molnár, raccolse oltre ottomila lire dell'epoca.

## Palmarès

### Club

#### Competizioni regionali
- Coppa Federale Siciliana: 1

Palermo: 1920